# Viktor Kuznetsov (natation)
Pour les articles homonymes, voir Viktor Kuznetsov.
Viktor Aleksandrovich Kuznetsov, né le 21 mai 1961 à Léningrad, est un nageur soviétique spécialiste du dos.

## Carrière
Lors des Jeux olympiques d'été de 1980 à Moscou, il remporte la médaille d'argent sur le 100 m dos et le relais 4 x 100 m 4 nages. 
Aux Championnats d'Europe de natation 1981 à Split, il est médaillé d'or du  4 x 100 m 4 nages et médaillé de bronze du 100 m dos.
Il obtient la médaille de bronze du 100 m dos à l'Universiade d'été de 1983 à Edmonton.

## Vie privée
Il est le mari de la nageuse Elena Dendeberova.